# Liste chinesischer Marmore
Dies ist eine Liste chinesischer Marmore.
Die chinesischen Begriffe wurden größtenteils wörtlich wiedergegeben. Bisweilen tauchen im Chinesischen auch Zeichen wie das für „Jade“ auf, wie zum Beispiel bei dem letzten Schriftzeichen für den weißen Marmor aus Fangshan in Peking (北京房山汉白玉), doch die hier aufgelisteten Marmore fallen alle unter den Begriff 大理石 (dàlǐshí; dt. „Marmor“).
| Farbe          | Pinyin/Chinesisch                                                                  | Übersetzung                                                                                          | Ort (Kreis/Stadt usw.) | Provinz  |
| -------------- | ---------------------------------------------------------------------------------- | --- | ---------------------- | -------- |
| weiß (rein)    | Beijing Fangshan hanbaiyu 北京房山汉白玉                                           | weißer Marmor aus Fangshan in Peking                                                                 | Fangshan               | Peking   |
| weiß (rein)    | Anhui Huaining he Guichi bai dalishi 安徽怀宁和贵池白大理石；                      | weißer Marmor aus Huaining und Guichi in Anhui                                                       | Huaining, Guichi       | Anhui    |
| weiß (rein)    | Hebei Quyang he Laiyuan bai dalishi 河北曲阳和涞源白大理石                         | weißer Marmor aus Quyang und Laiyuan in Hebei                                                        | Quyang, Laiyuan        | Hebei    |
| weiß (rein)    | Sichuan Baoxing Shu baiyu 四川宝兴蜀白玉                                           | weißer Shu (Sichuan)-Marmor aus Baoxing Sichuan                                                      | Baoxing                | Sichuan  |
| weiß (rein)    | Jiangsu Ganyu bai dalishi 江苏赣榆白大理石                                         | weißer Marmor aus Ganyu in Jiangsu                                                                   | Ganyu                  | Jiangsu  |
| weiß (rein)    | Yunnan Dali Cangshan bai dalishi 云南大理苍山白大理石                              | weißer Marmor aus dem Cangshan-Gebirge in Dali in Yunnan                                             | Dali, Cangshan-Gebirge | Yunnan   |
| weiß (rein)    | Shandong Pingdu he Ye xian xuehuabai 山东平度和掖县雪花白                          | schneeflockenweisser Marmor aus Pingdu und Ye (Kreis) in Shandong                                    | Pingdu und Ye          | Shandong |
| schwarz (rein) | Guangxi Guilin de guilinhei 广西桂林的桂林黑                                       | Guilin-schwarzer Marmor aus Guilin in Guangxi                                                        | Guilin                 | Guangxi  |
| schwarz (rein) | Hunan Shaoyang hei dalishi 湖南邵阳黑大理石                                        | schwarzer Marmor aus Shaoyang in Hunan                                                               | Shaoyang               | Hunan    |
| schwarz (rein) | Shandong Cangshan moyu, Jinxingwang 山东苍山墨玉、金星王                           | Schwarzer Marmor und Jinxingwang-Marmor aus Cangshan in Shandong                                     | Lanling                | Shandong |
| schwarz (rein) | Henan Anyang moyuhei 河南安阳墨豫黑                                                | schwarzer Yu (Henan)-Marmor aus Anyang in Henan                                                      | Anyang                 | Henan    |
| rot            | Anhui Lingbi hongwanluo 安徽灵壁红皖螺                                             | Roter spiralenförmiger Wan (Anhui)-Marmor aus Anhui                                                  | Lingbi                 | Anhui    |
| rot            | Sichuan Nankiang de nankianghong 四川南江的南江红                                  | nanjiang-roter Marmor aus Nankiang in Sichuan                                                        | Nanjiang               | Sichuan  |
| rot            | Hebei Laishu de laishuihong he Fuping de fupinghong 河北涞水的涞水红和阜平的阜平红 | laishui-roter Marmor aus Laishui und fuping-roter Marmor aus Fuping in Hebei                         | Laishui, Fuping        | Hebei    |
| rot            | Liaoning Tieling de dongbeihong 辽宁铁岭的东北红                                   | dongbei-roter Marmor aus Tieling in Liaoning                                                         | Tieling                | Liaoning |
| grau           | Zhejiang Hangzhou de hanghui 浙江杭州的杭灰                                        | hang (Hangzhou)-grauer Marmor aus Hangzhou in Zhejiang                                               | Hangzhou               | Zhejiang |
| grau           | Yunnan Dali de yunhui 云南大理的云灰                                               | wolkengrauer Marmor aus Dali in Yunnan                                                               | Dali                   | Yunnan   |
| gelb           | Henan Xichuan songxianghuang, songxiangyu he mihuang 河南淅川松香黄、松香玉和米黄  | harzgelber Marmor, harzgelber Marmor und cremefarbiger Marmor aus Xichuan in Henan (淅川 statt 浙川) | Xichuan                | Henan    |
| grün           | Liaoning Dandong de dandonglü 辽宁丹东的丹东绿                                     | dandong-grüner Marmor aus Dandong in Liaoning                                                        | Dandong                | Liaoning |
| grün           | Shandong Laiyang de laiyanglü he Qixia de hailangyu 山东莱阳的莱阳绿和栖霞的海浪玉 | laiyang-grüner Marmor aus Laiyang und Meereswellen-Marmor aus Qixia in Shandong                      | Laiyang, Qixia         | Shandong |
| grün           | Anhui Huaining de bipo 安徽怀宁的碧波                                              | azurblaue Welle aus Huaining in Anhui                                                                | Huaining               | Anhui    |
| bunt           | Yunnan de chunhua, qiuhua, shuimohua 云南的春花、秋花、水墨花                      | Frühlingsmusterungs-, Herbstmusterungs- und Tuschemusterungsmarmor aus Yunnan                        |                        | Yunnan   |
| bunt           | Zhejiang Chuzhou de xueye meihua 浙江衢州的雪夜梅花                                | Umeblüte in Schneenacht aus Chuzhou in Zhejiang                                                      | Chuzhou                | Zhejiang |

## Quelle
- http://digitalne.nju.edu.cn/museum/rock/general/marble.htm